# 磁気探知機

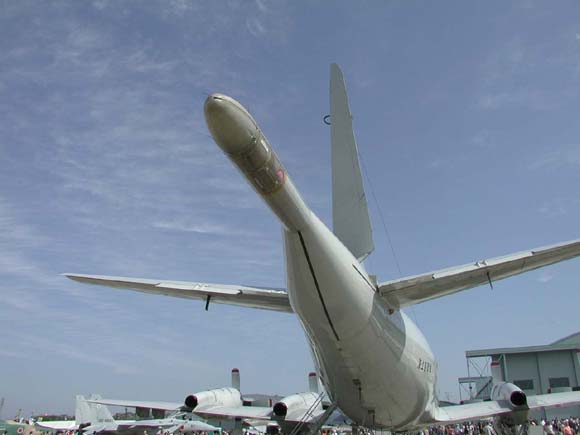
P-3C機体尾部のMADブーム

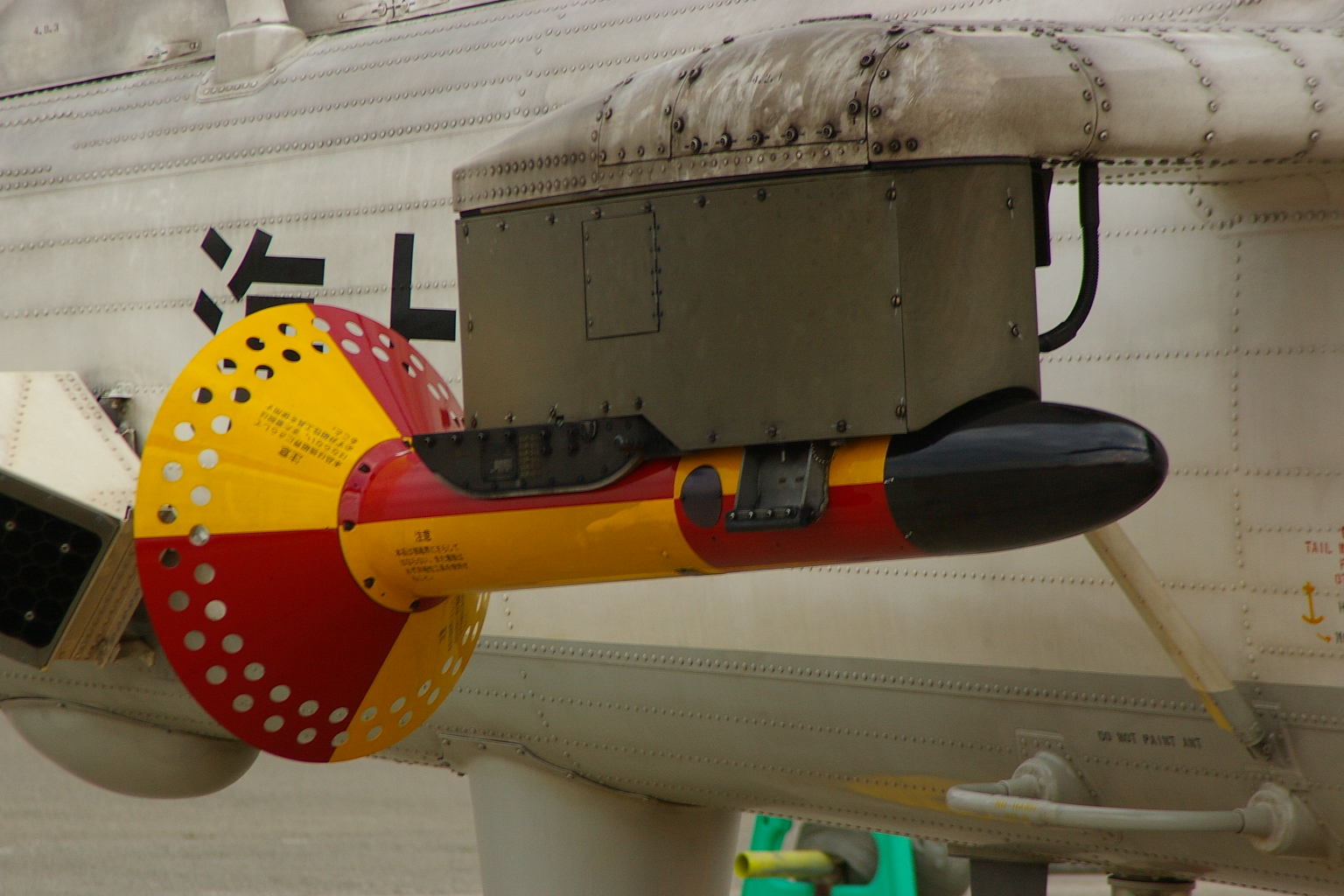
SH-60JのAN/ASQ-81(V) MADバード。使用時にはワイヤーを伸ばして曳航する

磁気探知機（じきたんちき、magnetic anomaly detector（MAD））は、地表の磁場の僅かな乱れを探知する装置であり、特に潜水艦（大量の強磁性材料の塊である潜水艦は、少なからぬ磁場の乱れを生み出す）を探知するための軍用の磁気センサを指す。軍用の磁気探知機は、地磁気の乱れによって鉱物を捜すのに用いられる地質調査器具の転用である。

## 概要
地磁気は、場所により強さや向きが異なる。磁気探知機は、この地磁気の局所的な乱れを検出する装置である。潜水艦のような巨大な鉄の塊が水中を移動すると、地磁気が乱れるため、これを航空機から探知することで潜水艦を発見できる。

## 歴史
地球の磁場の変動を測定し、研究する実地調査の試みは、1843年以降科学者によって行われてきた。磁力計の最初の使用目的は鉱脈の位置特定であった。タレンの『磁気測定による鉄鉱石鉱脈の調査（The Examination of Iron Ore Deposits by Magnetic Measurements）』（1879年発表）は、この実用について記述した最初の科学論文である。
MADは、安価で使いやすい鉱脈発見技術としてガルフ・オイルのヴィクター・ヴァクワイアによって1930年代に開発されたフラックスゲート磁力計を応用したもので、第二次世界大戦において潜水艦を発見するために使用された。MADは日本海軍とアメリカ海軍双方の対潜水艦部隊によって、浅深度を潜航中の敵潜水艦を見つけるために、船に曳航されるか、あるいは航空機に搭載されて使われた。日本ではこれを「KMX磁気探知機」として採用し、実戦にも使用した。アメリカ海軍は戦後もソナーによる発見技術と並行してMADの開発を継続した。
1970年代-2010年代は、オプティカルポンピング方式が主流であるが、今後は超伝導技術の進捗に伴い超伝導量子干渉計(SQUID)方式の採用が見積もられる。

### 大日本帝国海軍による運用
大日本帝国海軍は太平洋戦争において、対潜水艦索敵の切り札の一つとして磁気探知機の開発と配備を推進した。特に、陸上基地から発進する対潜哨戒機である東海（Q1W）に搭載された三式一号磁気探知機（KMX）は、日本の海上護衛作戦において重要な役割を担った。
磁気探知機を装備した哨戒機は、主要なシーレーン上の低空を飛行し、潜航中の潜水艦を探知することを任務とした。探知に成功した場合、哨戒機は自身が搭載する爆雷で攻撃するか、付近の海防艦などの護衛艦艇に通報して連携攻撃を行った。この戦術は、特に東シナ海や対馬海峡など、潜水艦の予想進路上で待ち伏せする際に効果を発揮したとされる。
しかし、実戦では、磁気による確実な探知は難しく、天候や海象にも左右された。また、戦争後半になるとアメリカ軍の制空権下での哨戒飛行は危険性を増し、磁気探知機による戦果は限定的であったと評価されている。それでもなお、磁気探知機を装備した哨戒機の存在は、敵潜水艦の行動を抑制し、浮上攻撃を躊躇させる一定の心理的効果はあったと考えられている。

## 用法
MADは通常、対潜哨戒機に装備され、そのセンサーは、航空機の胴体の金属や電気器材からの干渉を減らすために、ブームの先端に置かれるか、あるいは空中に曳航される。それでもなお、地磁気の乱れや変化を探知するには潜水艦が海面の近くにいて、かつ航空機も非常に近い位置にいる必要がある。潜水艦の大きさや船体の材質も発見可能範囲に影響する。